# 高島一貴
高島 一貴（たかしま かずたか、1984年2月25日 - ）は、日本の男子バスケットボール選手である。ポジションはG（ガード）およびF（フォーワード）。茨城県出身。

## 来歴
土浦日本大学高、早稲田大学を経て、2006年にアイシンシーホースへ。2014年、つくばロボッツに移籍。11月30日に退団。2015年1月に和歌山トライアンズへ入団するも、シーズン終了後に自由契約となる。
2015年6月29日、熊本ヴォルターズへ移籍した。2016年、横浜ビー・コルセアーズに移籍。
2016-17, 2017-18シーズンは、チームは毎年残留争いに巻き込まれる厳しい状況で、ヘッドコーチの入れ替わりも激しかったが、いずれのコーチにも守備能力が高く評価され、レギュラーとして活躍した。
2018-19シーズンは開幕こそスターターとして出場したが、シーズン中盤以降はプレー時間が極端に減り、終盤に入ってからは不出場の試合も続くシーズンに終わった。
2019年5月　横浜ビー・コルセアーズからの退団が発表された。
2018年から3人制バスケットボールに挑戦、3x3.EXE PREMIERリーグに加盟するBEEFMAN.EXEの選手として活動すると共に、2019年からは同チームのオーナーにも加わることが発表された。

## 経歴
土浦日本大学高 -  早稲田大学 - アイシンシーホース(2006-2014) - つくばロボッツ(2014) - 和歌山トライアンズ(2015) - 熊本ヴォルターズ(2015-2016) - 横浜ビー・コルセアーズ(2016 -2019)

## 人物

### バスケットボールプレイヤーとしての特徴
- 高島は自身の特長として、「自分はディフェンスで生きてきた選手であり、ディフェンスには自信があり誰にも負けたくない」と語っている。またディフェンスだけでなくシュートを打つこと、点数を取っていくことにもこだわっているとも述べている[8]。
- 横浜のヘッドコーチを務めた青木勇人からは、「ディフェンスマンとしてプライドを持って自分の仕事を全うし、エースを抑えてくれる選手」と守備力に高い信頼を寄せられていた[9]。

### その他
- シューズを履くときは左から靴紐を結ぶ事をルーティンとしている[10]。
- 大学3年次に一般就職かバスケの道に進むかを悩んでいたが、大学コーチの倉石平の指導を受け【頭を使いながらバスケットをするということ】を教わり、改めてバスケの面白さに気づくことができたことで、プロバスケ選手にチャレンジしたいという決意に至った[10]。
- 横浜ビー・コルセアーズの2018-19シーズンの帰港式イベントでは、イベント途中で横浜ビー・コルセアーズのウェアを脱ぎ、高島自身がオーナーを務める三人制バスケットボールチームのウェアに着替えての参加を続けた。

横浜ビー・コルセアーズ　オフィシャルブーストソングにおける選手紹介
- 2016-17 ｢おしゃれで気の利くプレイが光る　味の決め手のスパイス高島｣[11]
- 2017-18 ｢ゲームを締めるプレイの数々　おディフェンス！　Ｎｏ．２　タカシマ　カズタカ｣[12]
- 2018-19 ｢止めて奪って好きにはさせない　攻めの起点はオディフェンス　No.2 高島一貴｣[13]

## ギャラリー

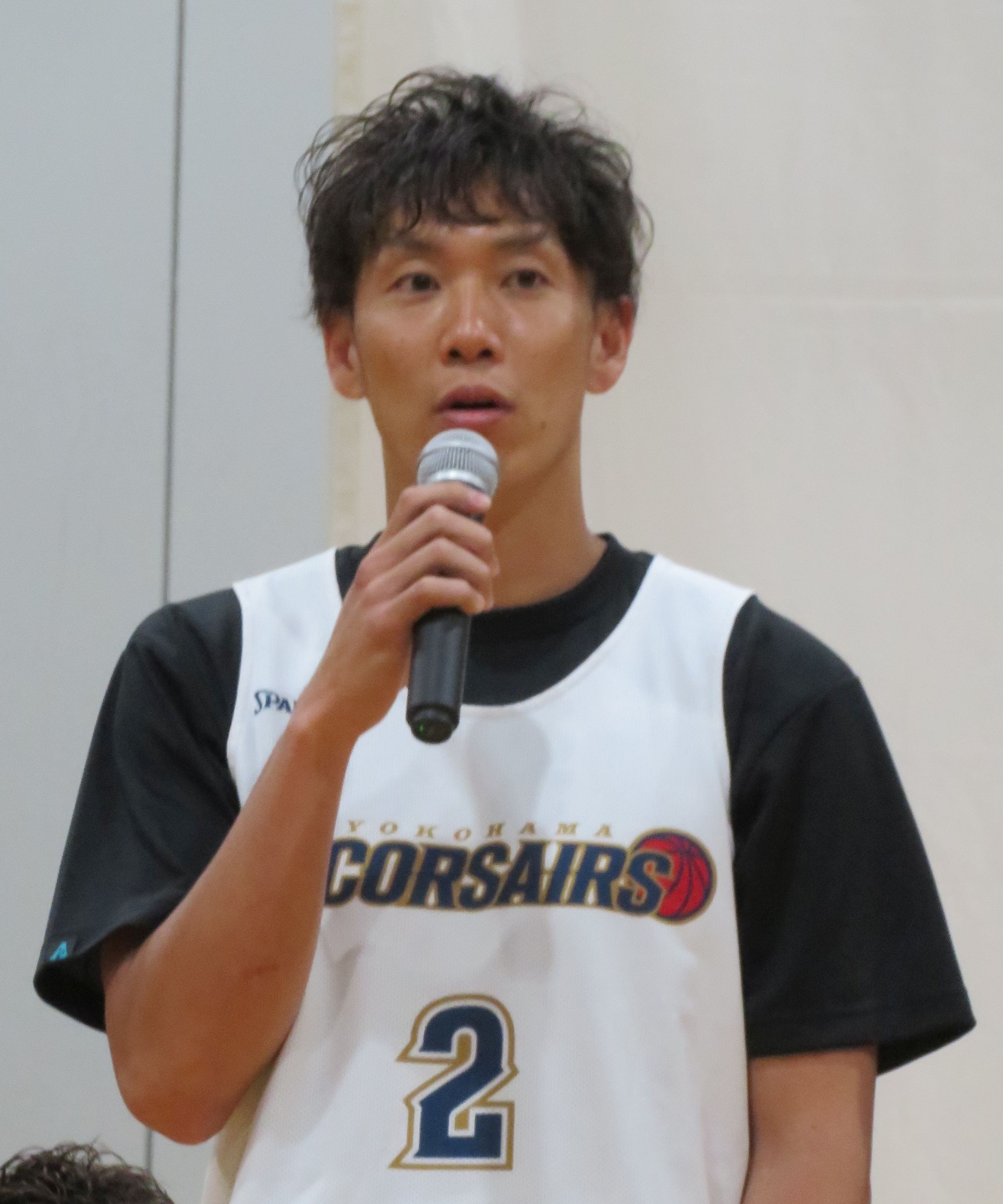
2019-05-19 横浜ビー・コルセアーズ帰港式
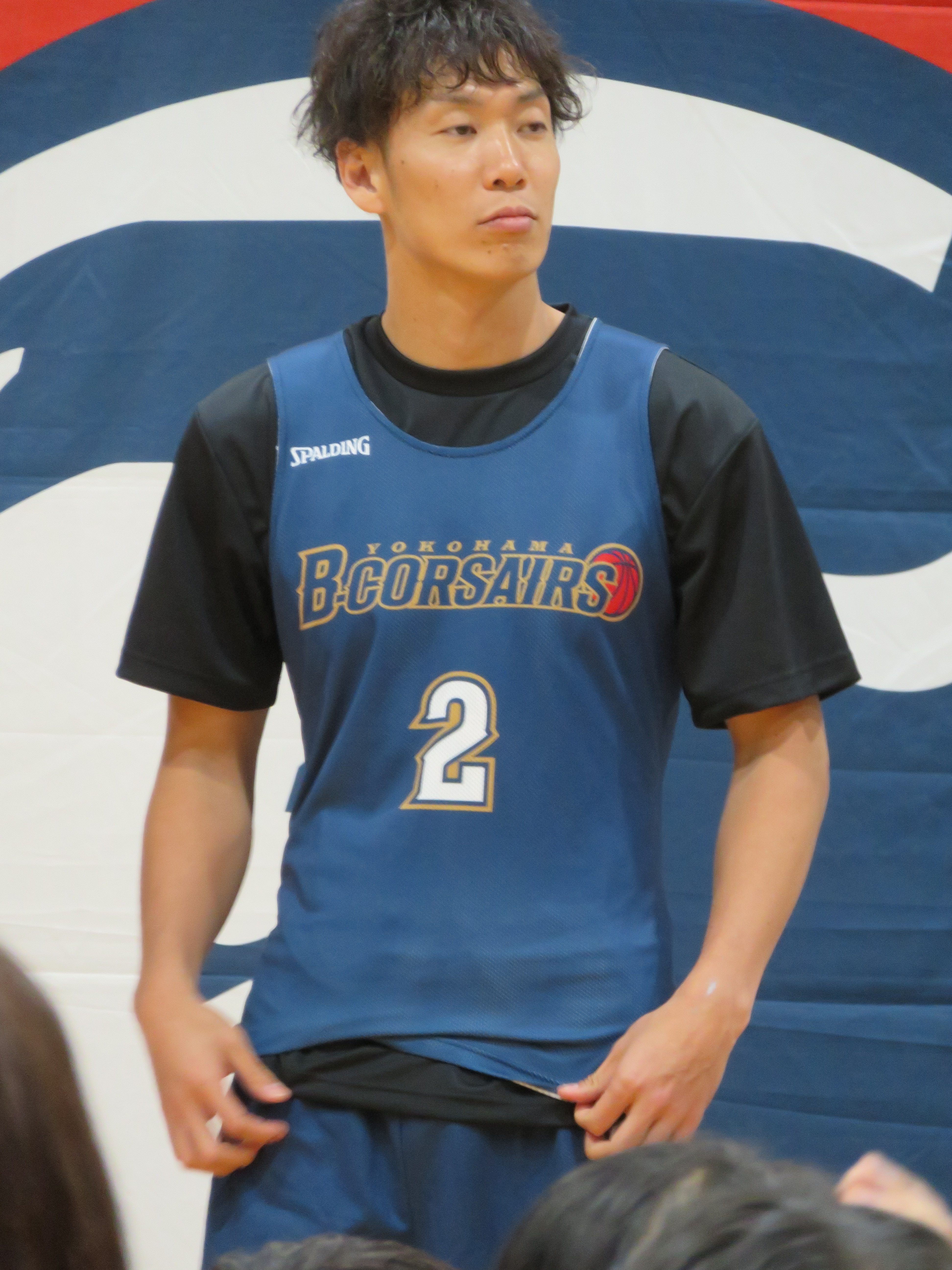
2019-05-19 横浜ビー・コルセアーズ帰港式
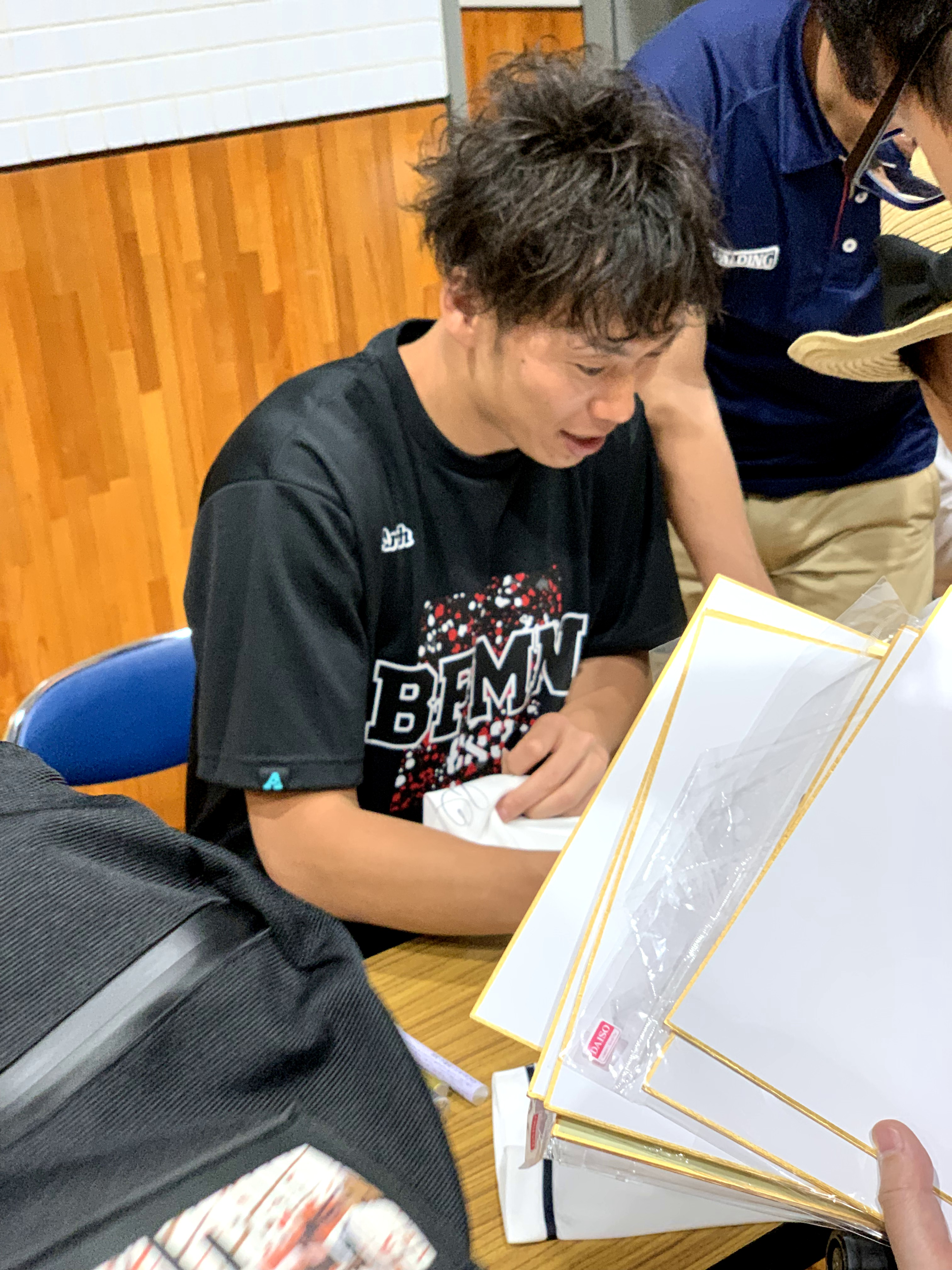
2019-05-19 横浜ビー・コルセアーズ帰港式

## 記録
| シーズン                  | チーム       | GP | GS | MPG  | FG%  | 3P%   | FT%  | RPG | APG | SPG | BPG | TO  | PPG  |
| ------------------------- | ------------ | -- | -- | ---- | ---- | ----- | ---- | --- | --- | --- | --- | --- | ---- |
| JBLスーパーリーグ 2006-07 | アイシン     |    |    |      |      |       |      |     |     |     |     |     |      |
| JBL 2007-08               | アイシン     | 16 |    | 5.8  | .323 | .286  | .000 | 0.2 | 0.2 | 0.1 | 0.0 | 0.1 | 1.5  |
| JBL 2008-09               | アイシン     | 24 |    | 6.6  | .431 | ..417 | .750 | 0.4 | 0.1 | 0.3 | 0.0 | 0.5 | 2.3  |
| JBL 2009-10               | アイシン     | 33 |    | 6.6  | .389 | .310  | .750 | 0.4 | 0.2 | 0.2 | 0.0 | 0.2 | 2.1  |
| JBL 2010-11               | アイシン     | 17 |    | 3.5  | .188 | .143  | .000 | 0.2 | 0.1 | 0.1 | 0.0 | 0.2 | 0.4  |
| JBL 2011-12               | アイシン     | 41 |    | 13.9 | .393 | .700  | .786 | 1.2 | 0.3 | 0.3 | 0.0 | 0.4 | 2.6  |
| JBL 2012-13               | アイシン     | 35 |    | 8.5  | .457 | .500  | .625 | 0.7 | 0.3 | 0.3 | 0.0 | 0.3 | 1.4  |
| NBL 2013-14               | アイシン三河 | 41 | 1  | 7.7  | .405 | .200  | .765 | 1.0 | 0.3 | 0.2 | 0.0 | 0.2 | 1.8  |
| NBL 2014-15               | つくば       | 16 | 3  | 11.0 | .245 | .000  | .833 | 0.8 | 0.4 | 0.6 | 0.1 | 0.4 | 1.8  |
| NBL 2014-15               | 和歌山       | 33 | 33 | 33.8 | .382 | .244  | .783 | 2.7 | 1.1 | 1.6 | 0.1 | 1.4 | 10.8 |
| NBL 2015-16               | 熊本         | 48 | 48 | 33.3 | .363 | .258  | .737 | 2.3 | 1.1 | 1.4 | 0.3 | 1.1 | 9.6  |
| B1 2016-17                | 横浜         | 52 | 44 | 19.9 | .412 | .105  | .773 | 1.8 | 0.4 | 0.6 | 0.2 | 0.6 | 4.2  |
| B1 2017-18                | 横浜         | 60 | 41 | 17.9 | .395 | .207  | .588 | 1.7 | 0.8 | 0.8 | 0.1 | 0.2 | 3.1  |
| B1 2018-19                | 横浜         | 48 | 7  | 8.3  | .409 | .357  | .667 | 0.8 | 0.3 | 0.3 | 0.1 | 0.2 | 1.8  |